# 比利亞蒂奇
51°28′1″N 26°33′58″E / 51.46694°N 26.56611°E
比利亞蒂奇（羅馬化：Biliatychi）是烏克蘭西部羅夫諾州薩爾內區薩爾內市鎮的村莊，始建於1746年，面積7.8平方公里，海拔高度142米，2001年人口469，人口密度每平方公里79.2人。